# Tomas Vaitkus
Tomas Vaitkus (Klaipėda, Lituania, 4 de febrero de 1982) es un ciclista lituano.
Debutó como profesional en 2003 con el equipo Landbouwkrediet-Colnago. El 7 de enero de 2014 anunció su retirada del ciclismo tras once temporadas como profesional y con 31 años de edad. En 2015 volvió a competir como profesional en el equipo letón Rietumu-Delfin a pesar de haber anunciado su retirada la temporada anterior.

## Palmarés
2003
- Campeonato de Lituania Contrarreloj
- 1 etapa de la Vuelta a Dinamarca
- 2.º en el Campeonato de Lituania en Ruta

2004
- 1 etapa de la Vuelta a Dinamarca
- Campeonato de Lituania en Ruta
- Campeonato de Lituania Contrarreloj

2005
- G. P. Ühispanga Tartu
- 2.º en el Campeonato de Lituania Contrarreloj

2006
- 1 etapa del Giro de Italia[2]

2008
- 1 etapa de la Vuelta al Algarve
- Ronde van Het Groene Hart
- Campeonato de Lituania en Ruta
- 2.º en el Campeonato de Lituania Contrarreloj

2013
- 1 etapa del Tour de Azerbaiyán
- Campeonato de Lituania en Ruta

2016
- 1 etapa del Tour de Orán
- Gran Premio de Orán
- 2 etapas del Tour de Sétif
- Tour de Constantino
- 2.º en el Campeonato de Lituania en Ruta

## Resultados en Grandes Vueltas y Campeonatos del Mundo
| Carrera              | Carrera              | 2003 | 2004 | 2005 | 2006 | 2007 | 2008 | 2009 | 2010 | 2011  | 2012 | 2013 | 2014 | 2015 | 2016 | 2017 |
| -------------------- | -------------------- | ---- | ---- | ---- | ---- | ---- | ---- | ---- | ---- | ----- | ---- | ---- | ---- | ---- | ---- | ---- |
|                      | Giro de Italia       | ―    | Ab.  | ―    | Ab.  | ―    | ―    | ―    | ―    | ―     | Ab.  | ―    | ―    | ―    | ―    | ―    |
|                      | Tour de Francia      | ―    | ―    | ―    | ―    | Ab.  | ―    | ―    | ―    | 140.º | ―    | ―    | ―    | ―    | ―    | ―    |
|                      | Vuelta a España      | ―    | ―    | ―    | ―    | ―    | 95.º | ―    | ―    | ―     | ―    | ―    | ―    | ―    | ―    | ―    |
| Mundial en Ruta      | Mundial en Ruta      | Ab.  | ―    | Ab.  | ―    | ―    | ―    | ―    | ―    | ―     | ―    | ―    | ―    | ―    | ―    | ―    |
| Mundial Contrarreloj | Mundial Contrarreloj | 39.º | ―    | ―    | ―    | ―    | ―    | ―    | ―    | ―     | ―    | ―    | ―    | ―    | ―    | ―    |

―: no participa

Ab.: abandono

## Equipos
- Landbouwkrediet-Colnago (2003-2004)
- Ag2r Prévoyance (2005-2006)
- Discovery Channel (2007)
- Astana (2008-2009)
- Team RadioShack (2010)
- Astana (2011)
- Orica-GreenEDGE (2012-2013)
- Rietumu-Delfin (2015)
- Al Nasr-Dubai (2016)
- Rietumu Banka-Riga (2017)